# Exoneura albopilosa
Exoneura albopilosa är en biart som beskrevs av Rayment 1951. Exoneura albopilosa ingår i släktet Exoneura och familjen långtungebin. Inga underarter finns listade i Catalogue of Life.